# تمثال الملك غوانغايتو
تمثال جوانجايتو العظيم هو تمثال للملك جوانجايتو من جوجوريو يقع في ساحة جوانجيتو الكبرى في جيو مون 2 دونج، جوري سي، جيونج جي دو ، كوريا الجنوبية.هذا التمثال ثمين للغاية.وهذا مقبول لدى الآخرين.وهم يزورون هناك بشكل متكرر.
تم تشييد تمثال جوانجيتو العظيم في عام 2002 في جيموند دونج، جوري سي، جيونجي دو ، استنادًا إلى الحمض النووي وملامح الوجه لأحفاد العائلة المالكة جوجوريو ، وأصبحت الساحة التي يقع فيها التمثال هي ساحة جوانجيتو العظيمة.
هذا التمثال هو الأول من نوعه في كوريا الجنوبية، وهو تمثال برونزي يبلغ ارتفاعه 4.05 متر وعرضه 2.7 متر ، وتم نصبه في 2 مارس في 2002 . وجه التمثال هو وجه رجل في الثلاثينيات من عمره ، يرتدي تاجًا على رأسه، ويحمل بيضة مع غراب ثلاثي الأرجل ( سامجوك-أو ) ، رمز الشمس، في يده اليمنى.